# Bittacus puripennatus
Bittacus puripennatus är en näbbsländeart som beskrevs av Cai, Hua in Cai, Huang och Hua 2006. Bittacus puripennatus ingår i släktet Bittacus och familjen styltsländor. Inga underarter finns listade i Catalogue of Life.